# Maredudd ap Gruffudd
Maredudd ap Gruffudd (auch Merdudd ap Gruffudd oder Maredudd ap Gruffydd) († 1270) war der letzte Lord der walisischen Herrschaft Gwynllŵg in Gwent.

## Herkunft
Maredudd ap Gruffud war ein Nachfahre Iorwerths ab Owain, doch sein genaues Verwandtschaftsverhältnis zu Morgan ap Hywel, von dem er 1248 Teile der Herrschaft Caerleon erbte, ist umstritten. Nach der einen Theorie war er ein Enkel Morgans, denn seine Mutter Gwerfyl war dessen Tochter. Sein Vater soll Gruffudd, ein Sohn von Maredudd Gethin, einem Sohn von Lord Rhys und dessen Frau Gwenllian, einer Tochter von Hywel ab Iorwerth gewesen sein, wonach sein Vater und seine Mutter Cousins waren. Nach anderen Theorien war seine Mutter eine Tochter von Iorwerth ab Owains jüngstem Sohn Morgan, oder er war als Sohn von Iorwerths Sohn Gruffudd ab Iorwerth ein Cousin von Morgan ap Hywel.

## Erbe und Vertreibung durch Gilbert de Clare
Maredudd erbte die zwei Commotes von Gwynllŵg, die nördlich von Wentloog lagen, dazu besaß er Edelgan und Llefnydd bei  Caerleon. Allerdings war er nicht im Besitz von Caerleon Castle, so dass sein Hauptsitz Machen Castle wurde, das nach ihm auch Maredudds Castle genannt wird. Er konnte dazu weitere Ländereien bei Newport erwerben, doch 1266 besetzte Gilbert de Clare, der Lord of Glamorgan Machen Castle. Er hatte durch Kauf und Tausch von den Töchtern und Erbinnen von Sybil Marshal Caerleon erworben und beanspruchte nun die Oberherrschaft über Gwynllŵg. Dazu begann de Clare mit dem Bau von Caerphilly Castle, das fast unmittelbar an Maredudds Gebiet grenzte. Maredudd wandte sich an Llywelyn ap Gruffydd, der als Fürst von Wales energisch bei König Heinrich III. gegen das Vorgehen de Clares protestierte. Im Juli 1269 entschied jedoch dessen Sohn  Eduard als oberster englischer Lehnsherr in Wales, dass de Clare als Lord of Caerleon gegenüber seinem Untertan Maredudd im Recht sei. Daraufhin überfiel Llywelyn im Oktober 1270 den Norden von Glamorgan und zerstörte das im Bau befindliche Caerphilly Castle. Gilbert de Clare konnte sich jedoch gegen Llywelyn behaupten. Maredudd musste flüchten und starb gegen Ende des Jahres in Hirfryn in Ystrad Tywi.

## Nachfahren
Morgan ap Maredudd, ein Anführer des walisischen Aufstands von 1294 war vermutlich ein Sohn von Maredudd ap Gruffudd.